# Nightmares...and Other Tales from the Vinyl Jungle
| Recensione                        | Giudizio |
| --------------------------------- | -------- |
| AllMusic                          | [ 1 ]    |
| Robert Christgau                  | C+       |
| The New Rolling Stone Album Guide | [ 3 ]    |

Nightmares...and Other Tales from the Vinyl Jungle è il sesto album discografico dei The J. Geils Band, pubblicato dalla casa discografica Atlantic Records nel settembre del 1974.

## Tracce

### LP
Lato A
Testi e musiche di Peter Wolf e Seth Justman.
1. Detroit Breakdown – 6:00
2. Givin' It All Up – 3:43
3. Must of Got Lost – 5:04
4. Look Me in the Eye – 3:57
5. Nightmares – 1:14

Lato B
Testi e musiche di Peter Wolf e Seth Justman, eccetto dove indicato.
1. Stoop Down #39 – 6:50
2. I'll Be Coming Home – 4:30
3. Funky Judge – 3:15 (Andre Williams, Leo Hutton)
4. Gettin' Out – 5:46

## Formazione
- J. Geils - chitarre, mandolino
- Peter Wolf - voce
- Seth Justman - tastiere, voce
- Magic Dick (Richard Salwitz) - armonica (marine band, chromatic, bass e chord harmonicas)
- Daniel Klein - basso
- Stephen Jo Bladd - percussioni, voce

Personale aggiunto
- George Jessel - spoken word (brano: Funky Judge)
- Mr. Du Midi and His Restaurant (brano: I'll Be Coming Home)

Note aggiuntive
- Bill Szymczyk - produttore
- Registrazioni effettuate al The Record Plant ed al Hit Factory, New York City, New York (Stati Uniti)
- Bill Szymczyk, Allan Blazek e Kevin Herron - ingegneri delle registrazioni
- Remixaggio e mastering effettuati al The Record Plant di New York City, New York
- Juke Joint Jimmy - assistenza speciale
- Jean Lagarrigue - art work copertina album originale
- Hiro - fotografia (interno copertina album)
- AGI e Peter - design album
- The J. Geils Band - arrangiamenti
- Ringraziamenti a: Paul Prestopino, Jim Donnelly, Tony Morgano, Grey Ingram e Tom Mullin[5]

## Classifica
Album
| Anno | Classifica    | Posizione raggiunta |
| ---- | ------------- | ------------------- |
| 1974 | Billboard 200 | 26                  |

Singoli
| Anno | Titolo del brano | Classifica        | Posizione raggiunta |
| ---- | ---------------- | ----------------- | ------------------- |
| 1975 | Must of Got Lost | Billboard Hot 100 | 12                  |